# 파비안 벤코
파비안 벤코(Fabian Benko, 1998년 6월 5일 ~ )는 독일에서 태어난 크로아티아의 축구 선수로, SG 소넨호프 그로스아스파흐의 미드필더이다.